# La Chanson du Sud
Pour plus de détails, voir Fiche technique et Distribution.
La Chanson du Sud (Way Down South) est un film américain réalisé par Leslie Goodwins et Bernard Vorhaus, sorti en 1939.

## Fiche technique
- Titre français : La Chanson du Sud[1]
- Titre original : Way Down South
- Réalisation : Leslie Goodwins et Bernard Vorhaus, assisté de John Sherwood et Lee Sholem (non crédité)
- Scénario : Clarence Muse et Langston Hughes
- Photographie : Charles Edgar Schoenbaum
- Pays de production :  États-Unis
- Format : Noir et blanc - 1,37:1 - Mono
- Genre : Film musical
- Dates de sortie : 1939

## Distribution
- Bobby Breen : Timothy Reid Jr.
- Alan Mowbray : Jacques Bouton
- Ralph Morgan : Timothy Reid Sr.
- Steffi Duna : Pauline
- Clarence Muse : Oncle Caton
- Sally Blane : Claire Bouton
- Edwin Maxwell : Martin Dill
- Charles Middleton : Cass
- Robert Greig : Juge Ravenal
- Lillian Yarbo : Janie
- Matthew 'Stymie' Beard : Gumbo
- Hall Johnson Choir